# Pincho de la Feria
Se conoce con el nombre de Pincho de la Feria a tres elementos históricos de la ciudad española de Albacete.
Uno de ellos es el centenario pincho del Templete de la Feria (1912), el más antiguo de los tres. Según el libro Evocaciones y recuerdos albaceteños de Alberto Mateos Arcángel este es el verdadero Pincho de la Feria.
El segundo es el pequeño poste metálico coronado por una estrella situado sobre la portada central de la Puerta de Hierros de Albacete, que data de 1974. Según José Sánchez de la Rosa, Cronista de la Villa de Albacete e Hijo Predilecto, que coincide con Alberto Mateos en reconocer el primero de los tres como el auténtico, esta especie de lanza "es la aguja intemporal, el indicador de lo absoluto". Sobre la base de otros autores, este sería el verdadero Pincho de la Feria.
El tercero y más conocido es el mástil blanco de gran altura situado frente a la Puerta de Hierros del Recinto Ferial, en los Ejidos de la Feria. Este popular pincho, el más moderno de los tres, es el lugar de quedada por antonomasia de la Feria de Albacete y en caso de pérdida. Durante la feria está rodeado por largas tiras de luces a modo circular que le confieren a la zona un aspecto altamente festivo. Destaca el suelo sobre el que se asienta este pincho, en el que se sitúa una gran estrella gris de cuatro puntas en cuyo centro se ancla este lugar de quedada por antonomasia.

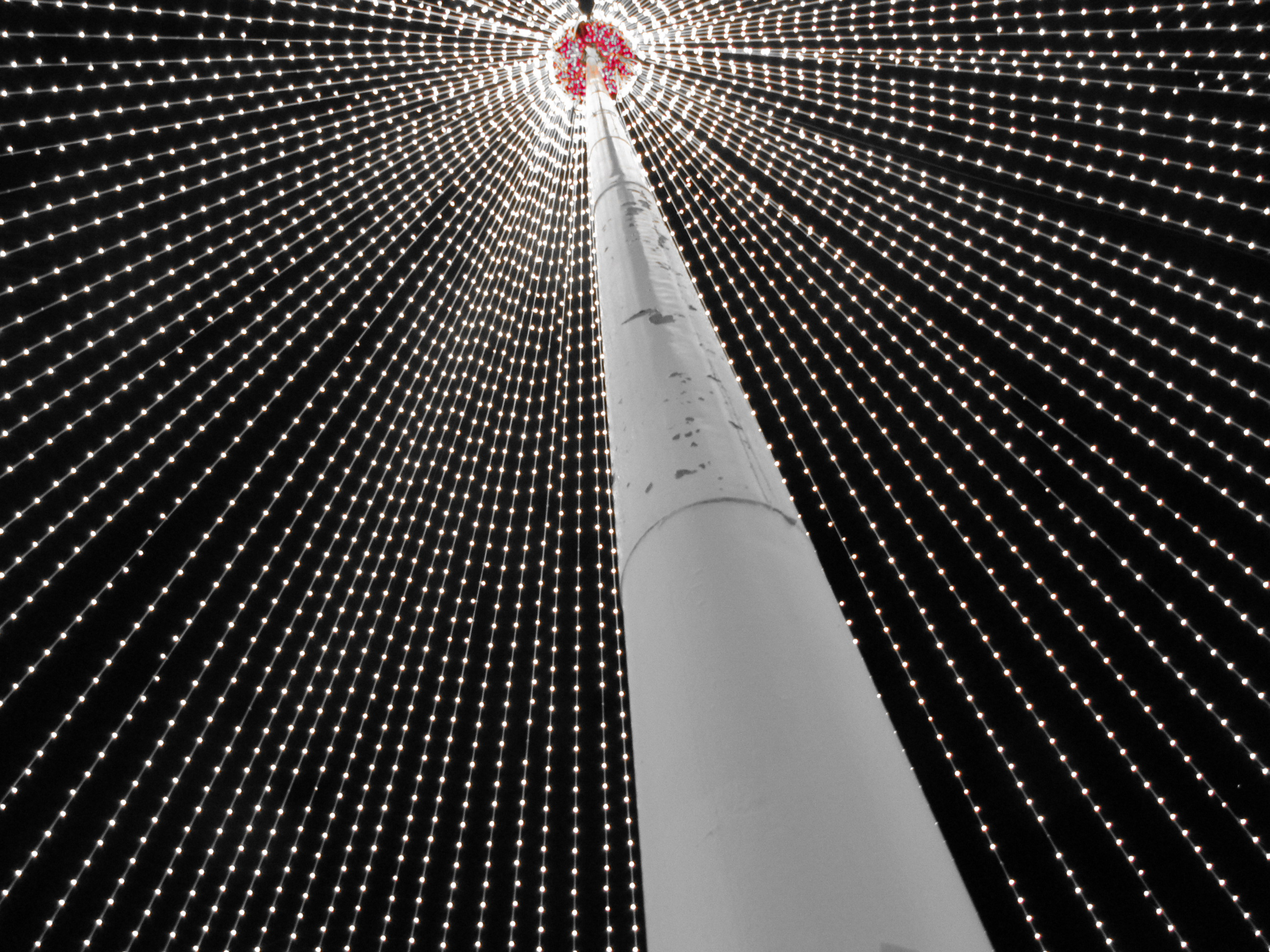
El Pincho de la Feria durante la Feria de Albacete
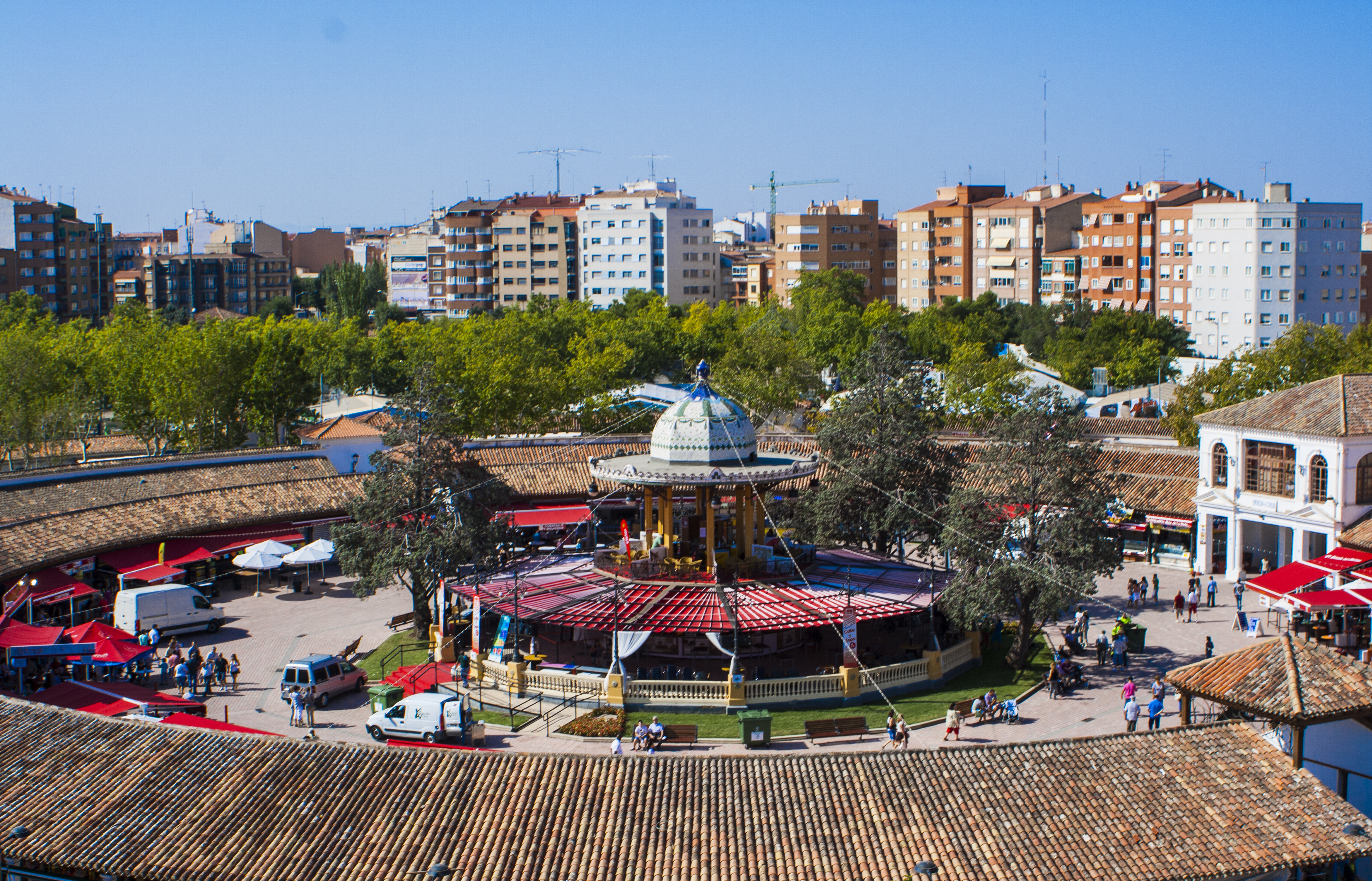
Vista del Pincho del Templete de la Feria
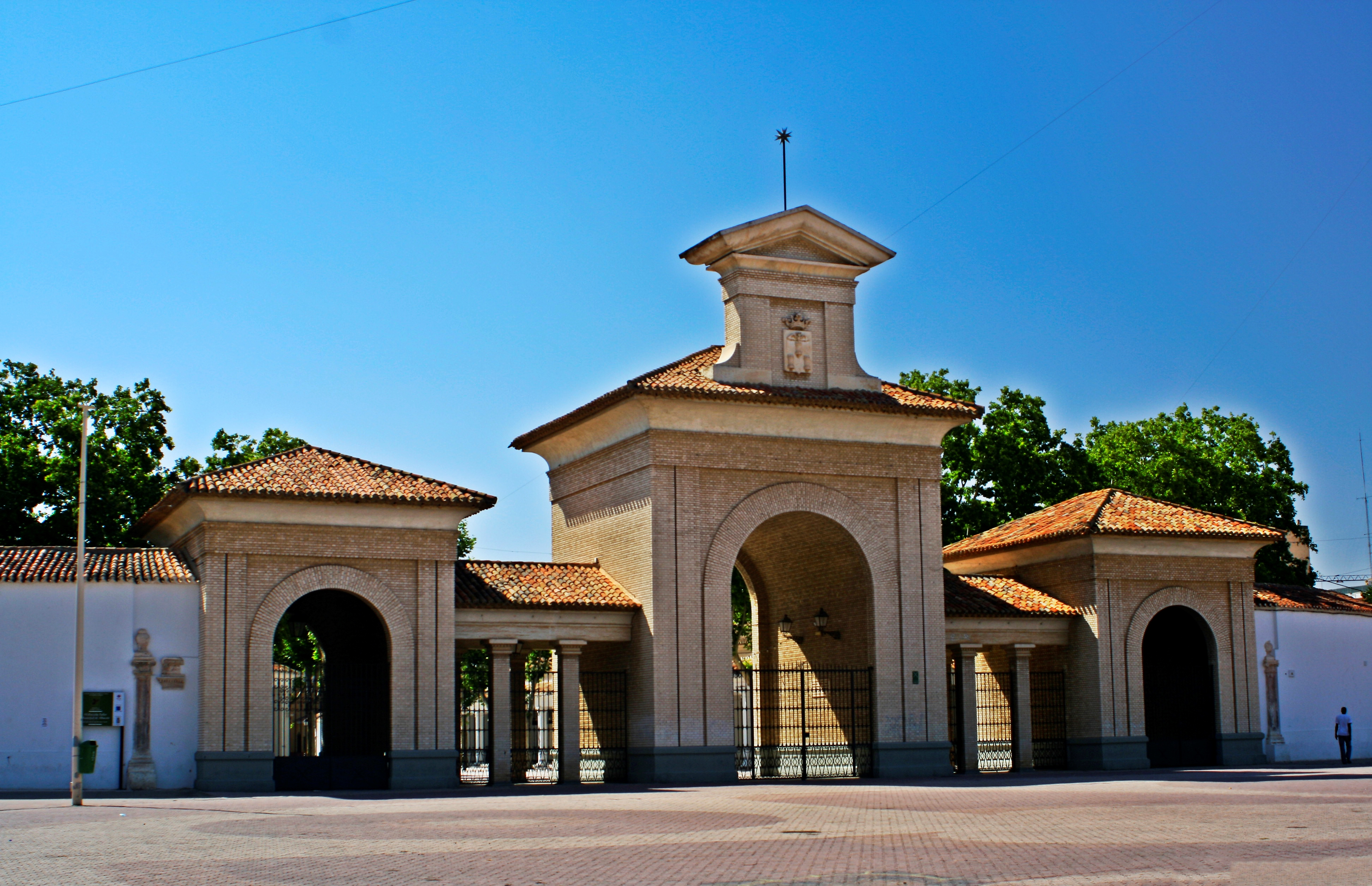
Vista del Pincho de la Feria de la Puerta de Hierros